# Ricardo Mendiguren
Ricardo Mendiguren Egaña (Oñate, Guipúzcoa, España, 19 de octubre de 1968) es un exfutbolista español. Su demarcación era la de delantero.

## Trayectoria
Formado en la cantera del Athletic Club, debutó en Primera División, el 8 de febrero de 1987, ante el Cádiz (0-0). Tras pasar nueve temporadas en el club bilbaíno, tuvo un breve paso por la U. D. Las Palmas, donde no llegó a debutar por una lesión en la temporada y media que pasó en las islas, tras lo cual se retiró. Fue internacional sub-21 entre 1989 y 1990.
Fue director de la Fundación Athletic desde 2016 hasta 2019, cuando abandonó su cargo tras la llegada a la presidencia del club de Aitor Elizegi que le sustituyó por Jon Vázquez Eguskiza.

## Clubes
- 1886-88 Bilbao Athletic
- 1987-96 Athletic Club
- 1997-98 U. D. Las Palmas